# Мокреш
Мокреш је насељено место у општини Чаглин, у Славонији, Република Хрватска.

## Историја
До нове територијалне организације место је припадало бившој великој општини Славонска Пожега.

## Становништво
Насеље је према попису становништва из 2011. године имало 20 становника.
| Националност       | 1991.     |
| Хрвати             | 38 (100%) |
| Срби               | 0         |
| Југословени        | 0         |
| остали и непознато | 0         |
| Укупно             | 38        |